# Porangaba
Porangaba este un oraș în São Paulo (SP), Brazilia.